# Oulins
Oulins ist eine französische Gemeinde mit 1.221 Einwohnern (Stand: 1. Januar 2022) im Département Eure-et-Loir in der Region Centre-Val de Loire; sie gehört zum Arrondissement Dreux und zum Kanton Anet.

## Geographie
Oulins liegt an der Eure, etwa 47 Kilometer nördlich von Chartres und etwa 60 Kilometer westlich von Paris. Umgeben wird Oulins von den Nachbargemeinden La Chaussée-d’Ivry im Norden, Le Mesnil-Simon im Nordosten, Saint-Ouen-Marchefroy im Osten und Südosten, Rouvres im Süden, Boncourt im Süden und Südwesten, Anet im Westen und Südwesten sowie Ivry-la-Bataille im Nordwesten.

## Bevölkerungsentwicklung
| Jahr                       | 1962 | 1968 | 1975 | 1982 | 1990 | 1999 | 2006 | 2018 |
| -------------------------- | ---- | ---- | ---- | ---- | ---- | ---- | ---- | ---- |
| Einwohner                  | 271  | 236  | 290  | 350  | 722  | 798  | 1026 | 1201 |
| Quellen: Cassini und INSEE |      |      |      |      |      |      |      |      |

## Persönlichkeiten
- Pierre Chédeville (1694–1725), Musette-Virtuose
- Esprit Philippe Chédeville (1696–1762), Musette-Virtuose, Komponist und Instrumentenbauer

## Sehenswürdigkeiten

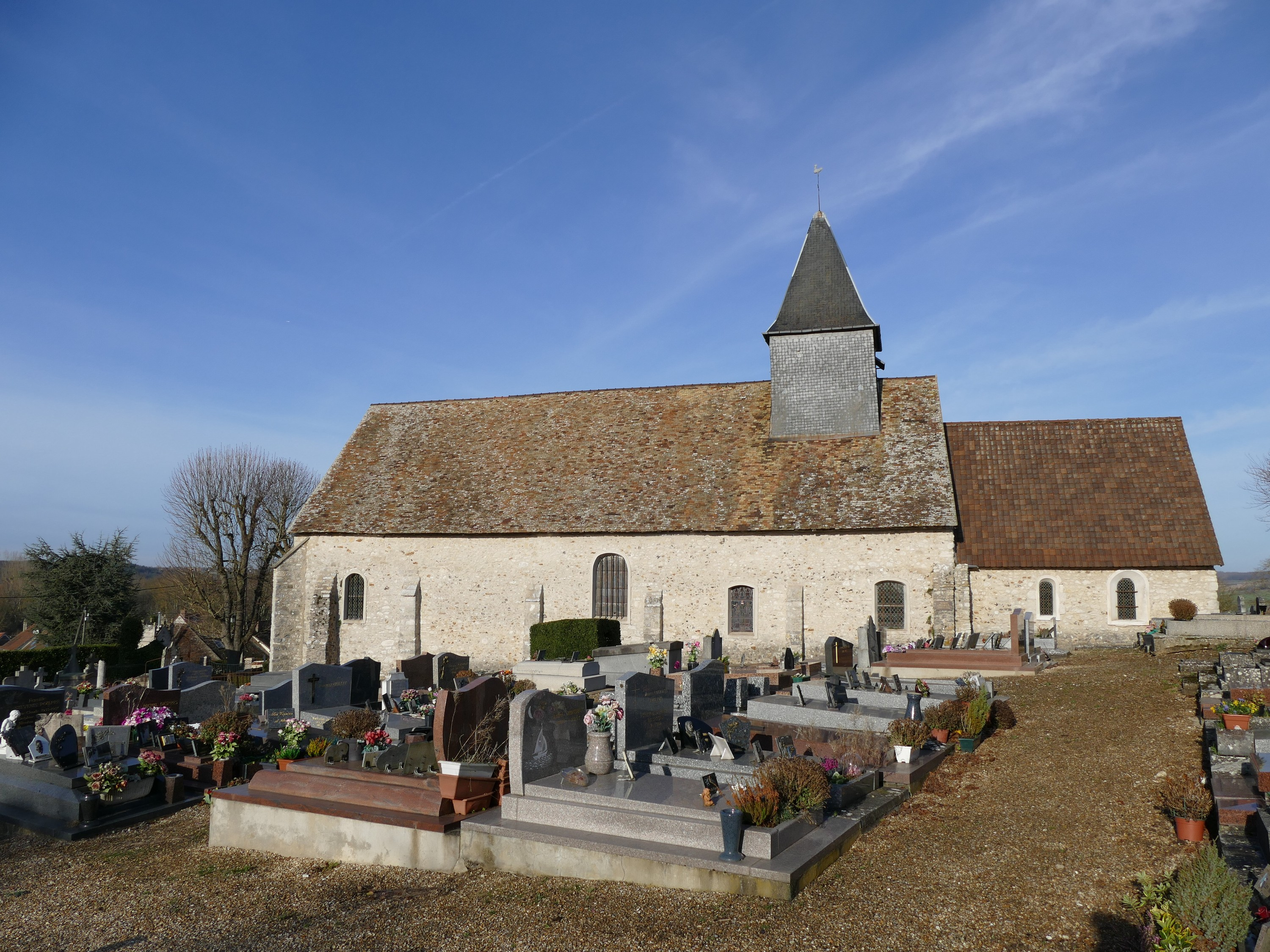
Kirche Saint-Pierre

- Kirche Saint-Pierre